# Houry
Houry é uma comuna francesa na região administrativa de Altos da França, no departamento de Aisne. Estende-se por uma área de 3,48 km². Em 2010 a comuna tinha 57 habitantes (densidade: 16,4 hab./km²).